# Chantes
Chantes  es una comuna francesa situada en el departamento de Alto Saona, en la región de Borgoña-Franco Condado.

## Demografía
| 167 | 160 | 119 | 109 | 110 | 112 | 107 |
| Para los censos de 1962 a 1999 la población legal corresponde a la población sin duplicidades (Fuente: INSEE [Consultar]) |     |     |     |     |     |     |